# Daniele Scarpa
Daniele Scarpa (Venezia, 3 gennaio 1964) è un ex canoista italiano.
Nasce nel vivaio della Reale Società Canottieri Bucintoro per poi approdare alle Fiamme Oro. Ha vinto due medaglie ai Giochi olimpici di Atlanta 1996, in coppia con Antonio Rossi (oro nel K2 1000 m) e con Beniamino Bonomi (argento nel K2 500 m). Ha vinto anche due titoli mondiali nel 1995.
Dal 2007 è sposato con l'arciera italiana Sandra Truccolo.